# 田部井勝蔵
田部井 勝蔵（ためがい かつぞう、1868年1月6日（慶応3年12月12日） - 1935年（昭和10年）3月30日）は、三河碧海郡逢妻村（現・愛知県刈谷市）出身の教育者・実業家・政治家。第8代豊橋市長（1926年-1930年）。教育者の田部井鉚太郎は兄。

## 経歴

### 幼少期
出生地は江戸赤坂の刈谷藩藩邸。刈谷藩士である田部井清蔵の二男である。出身地は三河碧海郡逢妻村（現・愛知県刈谷市）であるとされる。兄の田部井鉚太郎は教育者となり、愛知県内の学校の訓導や校長、富山県視学などを務めている。

### 教員時代
兄と同じように愛知県師範学校（愛知教育大学の母体の一つ）を卒業し、1891年（明治24年）に愛知県師範学校の訓導となった。その後愛知県師範学校の助教諭となり、1898年（明治31年）4月には額田郡視学となった。1901年（明治34年）には幡豆郡の西尾尋常高等小学校（現・西尾市立西尾小学校）の校長となり、1906年（明治39年）には幡豆郡立農商補習学校の初代校長も兼任している。田部井は単級教授法の研究・実践・指導で知られている。

### 小学校長時代
1908年（明治41年）には豊橋市長の大口喜六に請われ、豊橋市立八町高等小学校（現・豊橋市立八町小学校）の校長となった。豊橋市では豊橋市学務委員、豊橋市小学校長会長、豊橋市教育協会長などを歴任しており、さらに三河全国小学校長会長、愛知県教育会役員なども歴任している。八町高等小学校長時代には公共図書館の設置を訴え、1912年（明治45年）には校長との兼任で豊橋市立図書館初代館長となった。
1919年（大正8年）には八町高等小学校長の座を辞し、株式会社東海ペニーの総支配人となった。東海ペニーはやがて東洋紡織株式会社に吸収されたため、東洋紡織の津工場（三重県）や伏見工場（京都府）で労務管理を担当している。

### 豊橋市長時代
1925年（大正14年）10月には吉川一太郎市長の下で豊橋市助役に就任した。とはいえ、助役就任時には市会で「市長も面識なき様」と突っ込まれるほどであり、吉川市長の意思に反する助役就任であるとささやかれた。同年12月に吉川市長が病気を理由に辞任すると、後任市長が決定しないままダラダラと数カ月が過ぎる間は田部井が市長代行を務めている。その後、豊橋市会の最大派閥であり大口が率いる同志派に推されて豊橋市長選挙に出馬し、1926年（大正15年）8月5日には吉川の後任の豊橋市長に就任した。当時の市長選挙は豊橋市会での多数決であり、田部井は33票中22票を集めている。
豊橋市長時代には水道事業で大きな成果を残しており、1927年（昭和2年）に起工した豊橋市上水道は1929年（昭和4年）に通水している。1927年（昭和2年）には豊橋市立女子商業専修学校（現・愛知県立豊橋商業高等学校）を開校させ、1929年（昭和4年）には夜間商業専修学校を開校させている。1928年（昭和3年）には渥美郡役所跡に豊橋市役所を移転させ、1929年には豊橋駅西口を開設させた。田部井の在任中は昭和恐慌の不況下だったが、1930年（昭和5年）には豊橋市産業博覧会を開催した。

### 市長退任後
1930年（昭和5年）8月4日に市長の座を退任し、官僚として岩手県知事や台湾総督府文通局総長などを歴任した丸茂藤平にバタントッチした。1935年（昭和10年）3月30日に死去した。1937年（昭和12年）には向山緑地（向山町一本松）に「田部井勝蔵先生頌徳碑」が建立された。

## 著作
- 『実験単級教授法』片野東四郎、1896年。
- 『愛知県幡豆郡誌』東洋社、1904年。